# Глущенко Андрій Олександрович (тріатлоніст)
Андрій Олександрович Глущенко (нар.23 жовтня 1977 року, м. Кіровоград, Україна) — український тріатлет, учасник трьох Олімпіад (2000, 2004 та 2008 років). Чемпіон світу серед юніорів 1997 року. Віцечемпіон світу з акватлону 2002 року .